# ۲۷۶۳ جینز
سیارک ۲۷۶۳ (به انگلیسی: 2763 Jeans، نامگذاری:1982OG) دو هزار و هفتصد و شصت و سومین سیارک کشف شده‌است که در ۲۴ ژوئیه ۱۹۸۲ کشف شد.
قدر مطلق سیارک برابر ۱۲٫۶۰ است.